# شرمی قادین
شرمی قادین (ترکی عثمانی: شرمی قادین؛ ح. ۱۶۹۸ – ح. ۱۷۳۲) همسر احمد سوم سلطان و مادر عبدالحمید یکم امپراتوری عثمانی بود.